# Schloß Kapfenstein
Schloß Kapfenstein är ett slott i Österrike.   Det ligger i distriktet Südoststeiermark och förbundslandet Steiermark, i den östra delen av landet, 150 km söder om huvudstaden Wien. Schloß Kapfenstein ligger 306 meter över havet.
Terrängen runt Schloß Kapfenstein är platt åt nordost, men åt sydväst är den kuperad. Närmaste större samhälle är Fehring, 6,6 km norr om Schloß Kapfenstein. 
I omgivningarna runt Schloß Kapfenstein växer i huvudsak blandskog. Runt Schloß Kapfenstein är det ganska tätbefolkat, med 78 invånare per kvadratkilometer.